# Provincia di Tarata
La provincia di Tarata è una provincia del Perù, situata nella regione di Tacna.

## Capoluogo e data di fondazione
Tarata - 3 gennaio del 1741

## Superficie e popolazione
- 2 819,96 km²
- 6 630 abitanti (inei2005)

## Provincia confinanti
Confina a nord con la provincia di Candarave e con la provincia di El Collao (regione di Puno); a est con la Bolivia; a est e a ovest con la provincia di Tacna

## Geografia antropica

### Suddivisioni amministrative
È divisa in otto distretti (comuni)
- Tarata
- Chucatamani
- Estique
- Estique-Pampa
- Sitajara
- Susapaya
- Tarucachi
- Ticaco